# Fora de Jogo
Fora de Jogo foi um programa de televisão brasileiro da ESPN, exibido entre 2006 e 2014.
Procurava discutir o que acontece no mundo do futebol, costumando abordar os principais campeonatos nacionais e internacionais e as milionárias transações do esporte, além de outros assuntos.

## Apresentadores
- Everaldo Marques
- William Tavares

## Comentaristas
- Alê Oliveira
- André Kfouri
- Arnaldo Ribeiro
- Gian Oddi
- Leo Bertozzi
- Paulo Vinícius Coelho
- Luís Calvozo
- Julio Gomes
- Mauro Cezar Pereira
- Paulo Calçade
- Flávio Gomes
- Rodrigo Bueno